# Ricardo Paras sr.

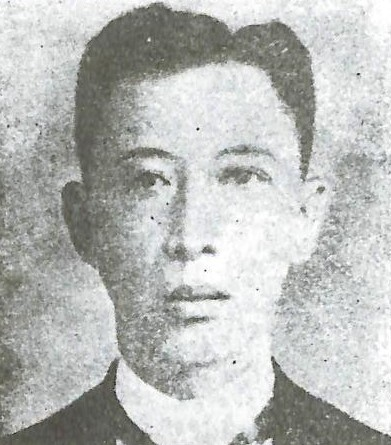
Ricardo Paras sr.

Ricardo Garcia Paras sr. (Calapan, 12 augustus 1861 - Manilla, 1 mei 1938) was een Filipijns revolutionair en politicus. 

## Biografie
Paras studeerde aan de Ateneo Municipal University en leerde daar de Filipijnse nationale held José Rizal kennen. Na het behalen van zijn Bachelor of Arts-diploma werkte hij als leraar op een openbare school in Boac in de provincie  Marinduque. Na het falen van het Pact van Biak-na-Bato sloot hij zich aan bij de Filipijnse revolutie. Hij werd gekozen als afgevaardigde namens de provincie Marinduque in het Malolos Congres, dat de Filipijnse Grondwet van 1898 opstelde. Toen de revolutionaire regering van Aguinaldo uiteindelijk op niets uitliep, keerde hij terug naar Boac.
In 1901 werd Paras door de Amerikaanse gouverneur-generaal William Howard Taft benoemd tot eerste gouverneur van de provincie Mindoro en Marinduque. Toen Marinduque enige tijd later bij de provincie Tayabas (tegenwoordig Quezon) werd gevoegd, werd Paras census supervisor van Marinduque. Op 4 mei 1903 volgde een benoeming tot gouverneur van Tayabas. Op 1 februari 1904 werd hij de eerste gekozen gouverneur van de provincie namens de Progresista Party, de voormalige Federalista Party. Aan het einde van zijn termijn in 1906 werd hij als gouverneur opgevolgd door Manuel Quezon. Nadien werkte hij 25 jaar lang voor het Bureau of Constabulary. 
Paras sr. overleed in 1938 op 77-jarige leeftijd. Hij was getrouwd met Andrea Mercader en had samen met haar tien kinderen. Hun oudste zoon Ricardo Paras jr. werd later politicus en opperrechter van het Filipijnse hooggerechtshof.